# Poncho Zuleta
Tomás Alfonso Zuleta Díaz (Villanueva, 18 de septiembre de 1950), más conocido como Poncho Zuleta, apodado El Pulmón de Oro por su potente voz y cariñosamente apodado también "Garganta e' lata"  por el Nobel de literatura colombiano García Márquez, es un compositor y cantante colombiano de vallenato. 
Poncho se inició en el vallenato desde muy joven, haciéndose diestro en instrumentos como la caja y la guacharaca, al mismo tiempo que se distinguió como compositor y verseador. Grabó más de treinta discos en compañía de su hermano Emiliano Zuleta Díaz, con quien formó el exitoso grupo Los Hermanos Zuleta.
En 2006 los hermanos Poncho y Emiliano fueron el primer grupo en ganar un Grammy Latino en la categoría Cumbia/Vallenato.
En ese mismo año, 2006, un 6 de febrero, poncho Zuleta se une al acordeonero Gonzalo Arturo el cocha Molina,  llegando a grabar tres producciones: "Colombia canta vallenato", "El Nobel del amor" y "Para'o en la raya".
Poncho fue homenajeado junto a su hermano Emiliano durante el Festival de la Leyenda Vallenata 2016.
Para Poncho, su hermano Emilianito, es el mejor acordeonero y ha expresado abiertamente que el más grande acordeonero que ha parido la historia vallenata, se llama Emiliano Zuleta.
Poncho es considerado uno de los juglares más importantes del género vallenato, junto a Diomedes Díaz y Jorge Oñate.
A su fanaticada se le conoce con el término de "Zuletero".

## Familia
Hijo del juglar vallenato Emiliano Zuleta Baquero, gran patriarca de la cultura vallenata, autor de la inmortal obra musical: "La gota fría", obra que ha sido interpretada en muchos idiomas, grandes artistas como Julio Iglesias, Paloma San Basilio, Carlos Vives, entre otros. Engendra el inicio de una dinastía musical. Su esposa, Pureza del Carmen Díaz Daza, de cuya unión nacen: Emiliano, Tomás "Poncho", Fabio, Héctor (f. 8 de agosto de 1982), Carmen Sara, Carmen Emilia y Mario (f. 2008). Poncho es medio hermano de Efraín Alfonso Zuleta Peña, el hijo menor de Emiliano Zuleta Baquero.
Su abuela paterna fue Sara María Salas Baquero, "La vieja Sara", famosa por ser inspiración de numerosas composiciones vallenatas, en especial el tema La vieja Sara del compositor Rafael Escalona.
Zuleta contrajo matrimonio con Cilia Vergel Prada, psicóloga de profesión y egresada de la Universidad Pedagógica y Tecnológica de Colombia (UPTC), de cuyo fruto de esa unión nace Emiliano Alfonso Zuleta Vergel, médico y cirujano egresado de la Escuela de Medicina Juan N. Corpas, en Bogotá. Actual empresario en el sector minero. Poncho Zuleta, posteriormente reorganiza su vida de pareja con Luzmila García de cuya unión llegan cuatro hijos más: Andrés Alfonso, Héctor Arturo, Carlos Alberto "Kabeto", Luzmila Rosa Zuleta García, abogada de profesión, Claudia Margarita Zuleta Murgas, también abogada y optómetra, como primera carrera que cursó. Claudia tiene un sinnúmero de galardones académicos, que la han llevado a recibir apoyo y forjar amistad con varios de nuestros  presidentes del país. Además es la   viuda del político Luis Humberto Gómez Gallo, expresidente del Senado de la República de Colombia; también recientemente tenemos la llegada de otro profesional más a la familia Zuleta: Tomás Alfonso Zuleta Arnedo, quién se acaba de graduar recientemente como ingeniero civil, también llevando impreso el sello genérico de su dinastía ejecutando magistralmente su acordeón.

## Trayectoria
Inició sus estudios en Villanueva, los continuó en Valledupar y los culminó en Tunja, de la que fue nombrado hijo adoptivo. Se hizo profesional en Derecho, inició sus estudios en la Universidad Libre (Colombia), en donde cursó tres años, y los culminó en la Universidad Santo Tomás de Bogotá. Inició su trayectoria musical como corista, cajero y guacharaquero del conjunto de los hermanos López  donde cantaba  Jorge Oñate.

### Nicolás 'Colacho' Mendoza
En 1969, el acordeonero "Colacho" Mendoza le dio la oportunidad de cantar tres temas en el larga duración 'Cuando el tigre está en la cueva', en el que interpretó "La Diosa Coronada", "Los malos días" y "La Bata Negra".

### Los Hermanos Zuleta
Su primer disco fue "Mis preferidas", al lado de su hermano Emiliano. Siguieron producciones como "La cita", "Mi canto sentimental", "Río crecido", "Río seco", "Los maestros", "Ídolos", "Dos estrellas", "Tierra de cantores", entre otras.
Presentación en los Premios Nobel
El 8 de diciembre de 1982, Poncho Zuleta y su hermano Emiliano acompañaron al escritor colombiano Gabriel García Márquez a la ceremonia del Premio Nobel de Literatura en el Aoso Gymnasum de Estocolmo, Suecia, bajo el acompañamiento de la folclorista Consuelo Araújo Noguera. Los Hermanos Zuleta acompañaron a la comitiva de García Márquez a ritmo de vallenato.

"Cuando las notas de Emilianito y la voz prodigiosa de Poncho comenzaron a cantar, cuando en un rapto de emoción Poncho me pasó el micrófono para que le ayudara en el coro, vi detrás de mis propias lágrimas, a Tachia Quintana —una vasca amiga de los García Barcha— con la cara entre sus manos, presa de un llanto compulsivo. Después ella misma me dijo que cuando sonó el primer acorde casi grita, porque estaba pensando en ese paseo que García Márquez le enseñó hacía más de 20 años en París, cuando no tenían calefacción ni mucha comida".

“Fue algo apoteósico, delirante, mágico. Los aplausos que retumbaban en el salón hicieron que Emiliano y Pedro y Pablo acometieran los compases de la ‘Patillalera’ que fue recibida con otra ovación y con Gabo echado hacia bien atrás en su silla para poder mirar hacia donde estábamos los descendientes de Francisco el Hombre rindiéndole a él el tributo de nuestra admiración”. - Consuelo Araújo, describiendo la presentación de Poncho y Emilianito en Suecia.

Además de Poncho y Emilianito, en representación del género vallenato asistieron Pablo López y Rafael Escalona.
Sobre García Márquez, Poncho Zuleta dijo que “Él no pidió otra agrupación, sino Los Hermanos Zuleta. La canción preferida de él fue La vieja Sara, merengue de Rafael Escalona: Tengo que hacerle a la vieja Sara una visita que le ofrecí, pa’ que no diga de mí, que yo la tengo olvidada”.

### Iván Zuleta
En 2000, Zuleta decidieron formar agrupaciones independientes y Poncho realizó un trabajo discográfico con su sobrino Iván Zuleta, exacordeonero de Diomedes Díaz.

### Audio en presunta parranda paramilitar
En 2003 empezó a circular entre los seguidores del vallenato y los vendedores de CD pirata una grabación de una parranda vallenata en la que Zuleta y su hermano Emiliano, presuntamente en el municipio de Astrea. En la grabación, Poncho le dedica una de las canciones a los paramilitares. Luego se escucha una ráfaga de ametralladora y la voz de Zuleta gritando "Nojoda, viva la tierra paramilitar, vivan los paracos".
Los Hermanos Zuleta alegaron que la grabación era un montaje. Varios miembros del grupo y empleados de la empresa discográfica Sony analizaron el informe técnico con el que buscaban sustentar que alguien había hecho un montaje y procederían a presentar una denuncia, además alegaron que Los Hermanos Zuleta no habían hecho presencia en Astrea por más de una década.

### Grammy Latino Cumbia/Vallenato
El 26 de septiembre de 2006, Poncho y Emilianito fueron nominados a los premios Grammy Latino, Categoría Cumbia/Vallenato por su álbum Cien Días De Bohemia, bajo el sello discográfico Sony BMG Music Entertainment.
Los Hermanos Zuleta se convirtieron en los primeros ganadores del prestigioso galardón en la categoría Cumbia/Vallenato.

### Investigaciones por presunto paramilitarismo
En el 2009, Poncho Zuleta fue mencionado por el paramilitar de las Autodefensas Unidas de Colombia (AUC), Omar David Celedón Calderón, alias 'Coco Liso', al dar declaraciones ante las autoridades judiciales sobre presuntos nexos de personas con paramilitares. Según alias 'Coco Liso', Zuleta iba hasta el corregimiento de La Mesa en la Sierra Nevada de Santa Marta donde llevaba dinero y se reunía con paramilitares de las AUC.
El 29 de diciembre de 2009, la Fiscalía Quinta Especializada de Valledupar ordenó la captura de Poncho Zuleta por el delito de "favorecimiento de grupos paramilitares que delinquían en el corregimiento Astrea, jurisdicción de Valledupar". Debido al incidente Zuleta tuvo que cancelar su participación junto al Cocha Molina en los carnavales de Ocaña. Zuleta pasó 12 días sin presentarse ante las autoridades, pero una vez se entregó, a falta de elementos probatorios, la Fiscal 25 Especializada de la Unidad Anticorrupción en Bogotá, Carmen Luisa Cardozo Díaz, revocó la orden de captura que pesaba contra Zuleta.
Según alias 'Cocoliso', Zuleta también se reunió con jefes del Frente Resistencia Tayrona de las AUC, incluyendo José Daniel Mora López, alias ‘101’, además que el cantante organizaba reuniones con jefes oa en su finca 'Las Tamacas'.
La versión fue confirmada por alias ‘Tatú’ y Donaldo José Monzón Pitalúa, alias ‘Centella’, exmiembros del Bloque Norte.
El Nobel del amor
Poncho Zuleta formó una agrupación con el acordeonero y Rey de Reyes del Festival Vallenato Cocha Molina. Zuleta y Molina lanzaron al mercado su trabajo discográfico titulado El Nobel del amor, el cual fue nominado a los Premios Grammy Latino en el 2010. El álbum Nobel del amor fue grabado con los temas: La gitana de Calixto Ochoa; Corazón alegre de Jorge Calderón; La espumita de Julio Herazo; Devuélveme el alma de Alberto ‘Tico’ Mercado; Señor taxista de Poncho Cotes Jr; La indocumentada de Máximo Móvil; Nunca te olvidaré de Wilfran Castillo; ''El Nobel del amor de la autoría de Aurelio Núñez; Amor a siete mares de Omar Geles; Llamándote de Pablo Mendoza; La culebra, tema de Romualdo Brito; La campana del compositor Andrés Beleño; Imelda de Ismael Rudas; Estoy zafa'o de Fabián Corrales y Esto se va a terminar del compositor "Lucho" Alonso. El álbum fue lanzado el 18 de marzo de 2010.
El Nobel del amor fue nominado a los Anexo:Premios Grammy Latinos de 2010 pero el galardón fue otorgado a Diomedes Díaz y Álvaro López por el álbum Listo pa' la foto.
Jingle electoral para Luz Stella Cáceres
En febrero de 2014, Poncho Zuleta le grabó un jingle vallenato a la candidata al senado Luz Stella Cáceres, hija del exsenador Javier Cáceres Leal condenado por parapolítica al tener nexos con el Bloque Héroes de los Montes de María de las AUC. En el jingle Zuleta dice "Hijo de tigre sale pintao, ese Senao está asegurao".
Parao en la raya
En el 2014, Poncho Zuleta y "El Cocha" grabaron su segundo álbum juntos titulado Parao en la raya, en el cual incluyeron los temas El papá upa de ella de Franco Argüelles; Para'o en la raya de Aurelio Núñez; Campo alegre de Esteban Montaños; No me busques más de Omar Geles; Váyase en paz de Dionisio Mejía; Vuelve la gaviota de Alberto "Tico" Mercado; Adiós, mi Maye de Rafael Escalona; Brinca aquí de Fabián Corrales; La flor más hermosa de Enrique Araújo; Yo te esperaré de Rolando Ochoa; Corazón malcriado de Juan Segundo Lagos; Amor, mi primer amor de José Manuel "Chema" Moscote; Luna primaveral de Pablo Flórez y ¿Cómo te fue? de Aurelio Núñez.

## Honores
El 1 de diciembre de 2012, Zuleta recibió título honoris causa de abogado por parte de la Universidad del Magdalena.
El 2 de abril de 2016, Poncho Zuleta y su hermano Emiliano recibieron títulos de doctor honoris causa en Arte y Patrimonio Cultural por parte de la Universidad Simón Bolívar.
El 22 de abril, el partido Centro Democrático (CD), de la mano del expresidente y senador de la república Álvaro Uribe Vélez condecoró a Los Hermanos Zuleta por su "aporte a la cultura del país" y su labor "cívica y artística".
Poncho Zuleta y su hermano Emiliano fueron los principales homenajeados en abril de 2016, durante la versión 49 del Festival de la Leyenda Vallenata en Valledupar en el que destacaron la trayectoria y aporte de Los Hermanos Zuleta al folclor de la música vallenata.

## Discografía
La siguiente es la discografía del cantante Poncho Zuleta:
| - 1969: Cuando el tigre está en la cueva - 1970: Mis preferidas - 1972: La cita - 1973: Mi canto sentimental - 1974: Río crecido - 1974: Río seco - 1975: Una voz y un acordeón - 1975: El reencuentro de Poncho y Emiliano - 1975: Fiesta Vallenata vol. 1. - 1976: Idolos - 1976: Los maestros - 1976: Fiesta Vallenata vol. 2. - 1977: Dos estrellas - 1977: El cóndor legendario - 1977: Fiesta Vallenata vol. 3 - 1978: Tierra de cantores - 1979: Dinastía y folclor - 1979: Fiesta Vallenata vol. 4 - 1979: Volumen 12 - 1979: Fiesta Vallenata vol. 5 | - 1980: Pa' toda la vida - 1980: Fiesta Vallenata vol. 6 - 1981: Volumen 15 - 1981: Fiesta Vallenata vol. 7 - 1982: Por ella - 1982: Fiesta Vallenata vol. 8 - 1983: El vallenato Nobel - 1983: Fiesta Vallenata vol. 9 - 1984: 039 - 1984: Fiesta Vallenata vol. 10 - 1985: Mi acordeón - 1985: Homenaje a Pedro Castro - 1985: Fiesta Vallenata vol. 11 - 1986: Los mejores años - 1986: Fiesta Vallenata vol. 12 - 1987: Fiesta Vallenata vol. 13 - 1988: Dos dinastías - 1988: Fiesta Vallenata vol. 14 - 1989: Como nunca | - 1990: Mira mi Dios mi obra de arte - 1991: Fiesta Vallenata vol. 16 - 1991: El zuletazo - 1991: Fiesta Vallenata vol. 17 - 1992: Mañanitas de invierno - 1993: Fiesta Vallenata Vol. 19 - 1994: Tardes de verano - 1994: Fiesta Vallenata vol. 20 - 1995: El girasol - 1995: Zuleta 95 - 1995: Fiesta Vallenata vol. 21 - 1996: Siempre vallenato - 1996: Fiesta Vallenata vol. 22 - 1997: Nobleza y folclor - 1997: Fiesta Vallenata vol. 23 - 1998: La trampa - 1998: Fiesta Vallenata vol. 24 - 1999: 15 Grandes éxitos de Diomedes Díaz cantados con Poncho Zuleta - 1999: Los juglares | - 2000: Los Zuleta - 2001: La sangre llama - 2002: Cantaré - 2003: Por siempre - 2003: Fiesta Vallenata vol. 25 - 2004: En vivo - 2004: Lo mejor del vallenato en vivo - 2005: Cien días de bohemia - 2005: Fiesta Vallenata vol. 26 - 2007: Colombia canta vallenato - 2010: El Nobel del amor - 2014: Para'o en la raya |